# Hennissement
Vous lisez un « bon article » labellisé en 2013.
Le hennissement  est une vocalisation du cheval, d'hybrides de celui-ci, comme le bardot, ainsi que d'autres équidés, tels que le zèbre. Il consiste en une succession de sons saccadés, d'abord aigus puis graduellement plus graves. Produit à l'expiration par le larynx et modulé, il permet à l'animal d'exprimer ses émotions (comme la crainte ou la satisfaction) et d'en informer ses congénères grâce au son produit. La fonction principale du hennissement est de prévenir d'autres équidés en l'absence d'une possibilité de communication visuelle ; les chevaux hennissent plutôt rarement.
Buffon établit un classement du hennissement en cinq catégories, selon l'émotion exprimée par le cheval, abondamment repris dans des travaux ultérieurs. De nos jours, on ne parle de hennissement que lorsque le cheval produit une vocalisation, et de couinements ou de gémissements dans les autres cas.
Dans les œuvres littéraires, c'est souvent par le hennissement que le cheval se fait reconnaître de son cavalier et communique avec lui. Dans les pratiques de divination, l'examen du son produit et de l'attitude du cheval a donné naissance à l'hippomancie. Le hennissement joue un rôle particulièrement important dans les croyances liées au bouddhisme tibétain.

## Étymologie et terminologie
Le substantif masculin,, « hennissement » (prononciation en français standard : [enismɑ̃) est attesté au XIIIe siècle : d'après le Trésor de la langue française informatisé, sa plus ancienne occurrence connue (graphie ‹ hanissemens ›) se trouve dans l'Histoire de l'empereur Henri de Constantinople d'Henri de Valenciennes, texte daté 1220 environ. Hennissement est dérivé du verbe hennir qui est attesté en 1100 au sujet d'êtres humains, puis une trentaine d'années plus tard pour désigner le cri du cheval, dans le Bestiaire de Philippe de Thaon. Hennir est un emprunt, au latin hinnire,, qui, comme le note Quintilien dans son Institution oratoire, est formé sur une onomatopée du cri du cheval : la répétition de la voyelle « i » évoque le son du hennissement. D'autres verbes des langues romanes, comme l'italien nitrire, en sont issus. Une influence du francique kinni, qui désigne la mâchoire, est possible.
Le bardot hennit comme le cheval tandis que le mulet brait comme l'âne.
En français, hennissement et hennir s'emploient également pour le zèbre,.
En anglais et dans les langues germaniques, le moyen haut allemand nēgen a donné le vieil anglais hnǣgan et le moyen anglais neyen, puis le verbe en anglais moderne to neigh. Comme en français, son usage est attesté avant le XIIe siècle. Dans la langue tibétaine, gsaṅs désigne la voix de manière générale, et skad-gsaṅs le hennissement, c'est-à-dire, littéralement, « la voix du cheval ». Les dictionnaires tibétains distinguent deux locutions, celle du hennissement retentissant et celle du hennissement qui devient faible. En anglais, une distinction du même genre existe entre nickering, whinnying et neighing, qui désignent trois types de hennissement. Cette distinction terminologique n'existe pas en français.

## Histoire

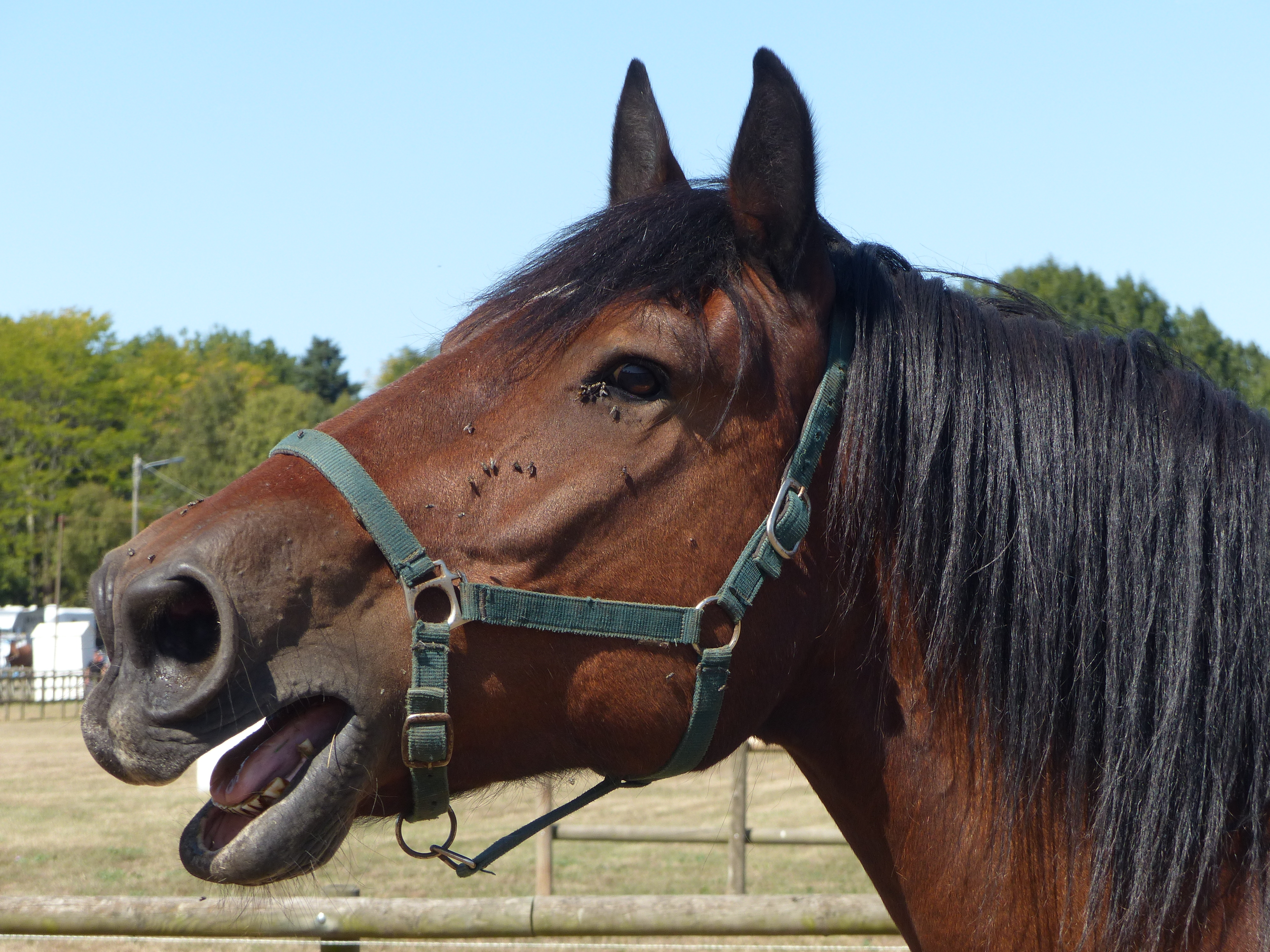
Cob normand hennissant

L'homme a très tôt remarqué les cris poussés par le cheval, animal domestiqué depuis la plus haute antiquité, et leur a attribué toutes sortes de significations. En Europe occidentale, l'étude de Buffon sur le cheval dans laquelle, à la suite de Cardan, il décrit cinq sortes de hennissements, fait autorité durant des siècles. Elle est reprise, entre autres, dans l'encyclopédie de Diderot et d'Alembert. Selon lui, ces cinq hennissements servent respectivement au cheval à exprimer la joie, le désir, la colère, la crainte et la douleur, :
- le hennissement d'allégresse, dans lequel la voix se fait entendre assez longuement, monte et finit sur des sons plus aigus. Le cheval rue en même temps, mais légèrement, et ne cherche pas à frapper ;
- le hennissement de désir, d'amour et d'attachement, dans lequel le cheval ne rue pas. Il se fait entendre longuement, et la voix finit par des sons plus graves et plus rapides ;
- le hennissement de colère, pendant lequel le cheval rue et frappe dangereusement, très court et aigu ;
- le hennissement de crainte, pendant lequel il rue aussi, n'est guère plus long que celui de la colère. La voix est grave, rauque et semble sortir en entier des naseaux. Ce hennissement est assez semblable au rugissement du lion ;
- le hennissement de douleur, moins un hennissement qu'un gémissement, qui se fait à voix grave et suit la respiration.

Ce classement, très populaire et abondamment repris, n'est plus valable de nos jours, les recherches en éthologie ayant établi l'existence de sept vocalisations distinctives.
Selon certaines encyclopédies[Lesquelles ?] du XIXe siècle, dans quelques pays, en Hongrie particulièrement, il était d'usage de fendre les narines du cheval pour empêcher le hennissement, en temps de guerre notamment. Elles nuancent l'information du fait que le hennissement se module dans le larynx. La fente d'une narine de l'âne pour empêcher le braiement est toutefois bien attestée durant la Première Guerre mondiale.

## Description

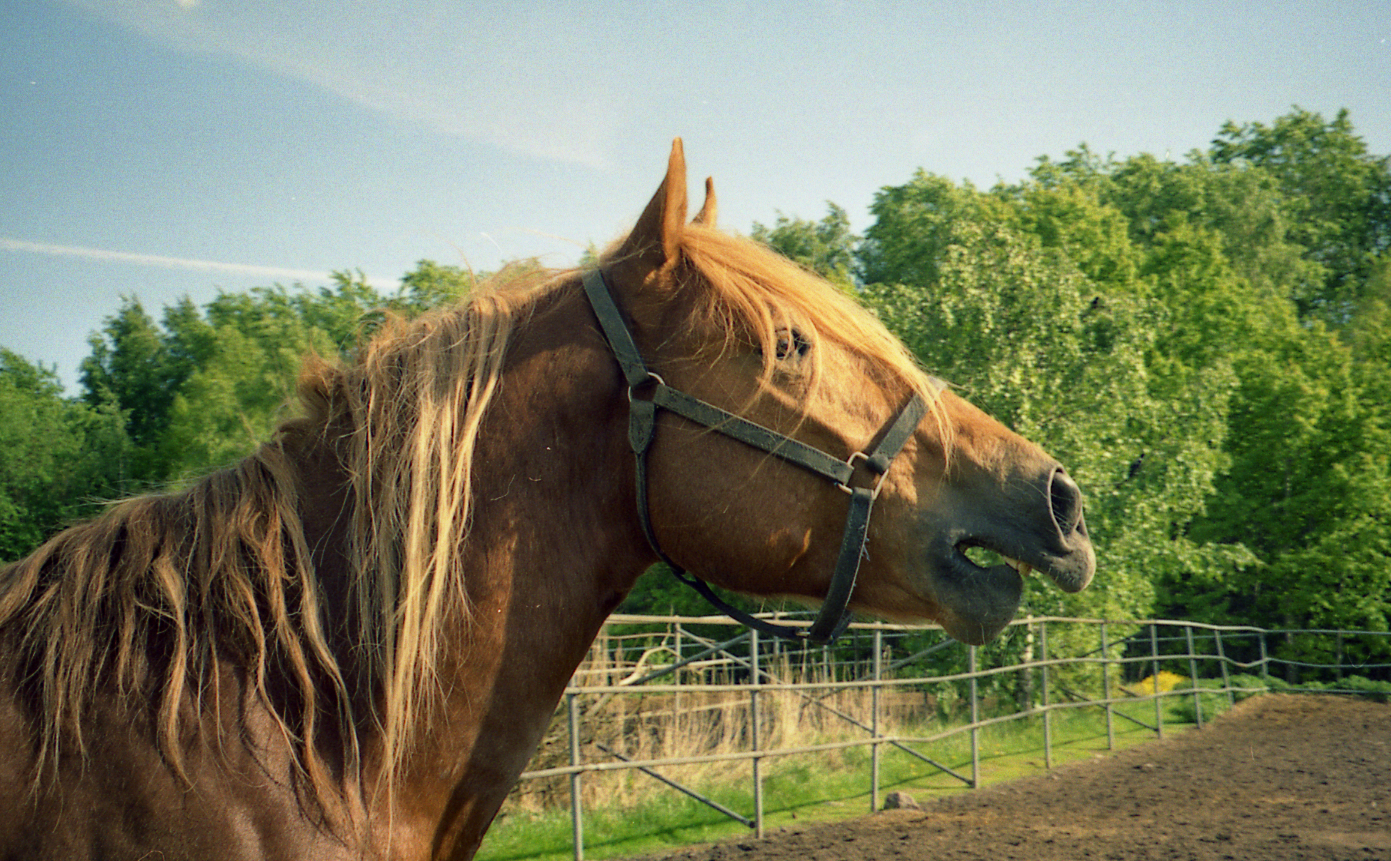
Un étalon finlandais en train de hennir.

Le hennissement est une succession de sons saccadés, d'abord aigus, puis graduellement plus graves, produisant une sorte de long « Hiiiihiiiihiii ». L'intensité et le ton peuvent présenter des variations importantes. Il peut se révéler sonore au point d'être perçu par l'oreille humaine à une distance de plusieurs kilomètres, ce qui signifie que les chevaux, dont l'ouïe est plus développée, le perçoivent sur une distance plus grande encore. Lorsqu'il hennit, le cheval ouvre la bouche, la mâchoire et les naseaux remuent. Le hennissement est plus fréquent chez le cheval entier que chez la jument et le hongre, le timbre de leur voix n'étant d'ailleurs pas aussi fort. Dès la naissance, le mâle a une voix plus forte que la femelle. À l'âge de deux ans ou deux ans et demi, quand survient la puberté, la voix de tous les chevaux se fait plus sonore. Les vocalisations du cheval ont des spectres complexes, une bande passante large et des fréquences variées qui les rendent plus riches que celles de la majorité des animaux domestiques. Bien que le nom de hennissement s'applique en général au cri du cheval, le bardot, hybride d'étalon et d'ânesse, hennit volontiers tel un cheval, tandis que le mulet, hybride d'âne et de jument, brait plus volontiers.

### Mécanisme
Le cheval hennit en inspirant pour remplir ses poumons puis en expulsant l'air qui passe dans son larynx. Le hennissement se produit dans le larynx à l'expiration, c'est pourquoi les chevaux ouverts à la trachée se retrouvent incapables de hennir, l'air ne le traversant plus. Les autres parties de l'appareil respiratoire concourent au hennissement de manière accessoire. Les poumons chassent l'air dans le larynx. Le pharynx et les fosses nasales donnent plus de puissance à la vocalisation et lui impriment des modifications. L'air chassé des poumons écarte les lèvres de la glotte, jusqu'à ce que les cordes vocales reviennent sur elles-mêmes et ferment momentanément le conduit respiratoire, pour s'écarter ensuite de nouveau, de façon à produire des mouvements vibratoires assez rapides pour donner naissance à des sons, à peu près comme cela se passe quand on souffle dans l'anche d'un hautbois. La gorge, la bouche et les lèvres du cheval modifient la nature du son émis, quant à la puissance du hennissement, elle est déterminée par la force d'expulsion de l'air depuis les poumons.

### Particularités
La race Haflinger, originaire du Tyrol dans les Alpes, aurait d'après ses éleveurs une palette de hennissements plus large que celle des autres chevaux. Particularité peut-être issue du fait que, dans les environnements montagneux, les chevaux peuvent difficilement se voir et recourent à davantage de communication auditive.

### Fonction et émotions exprimées

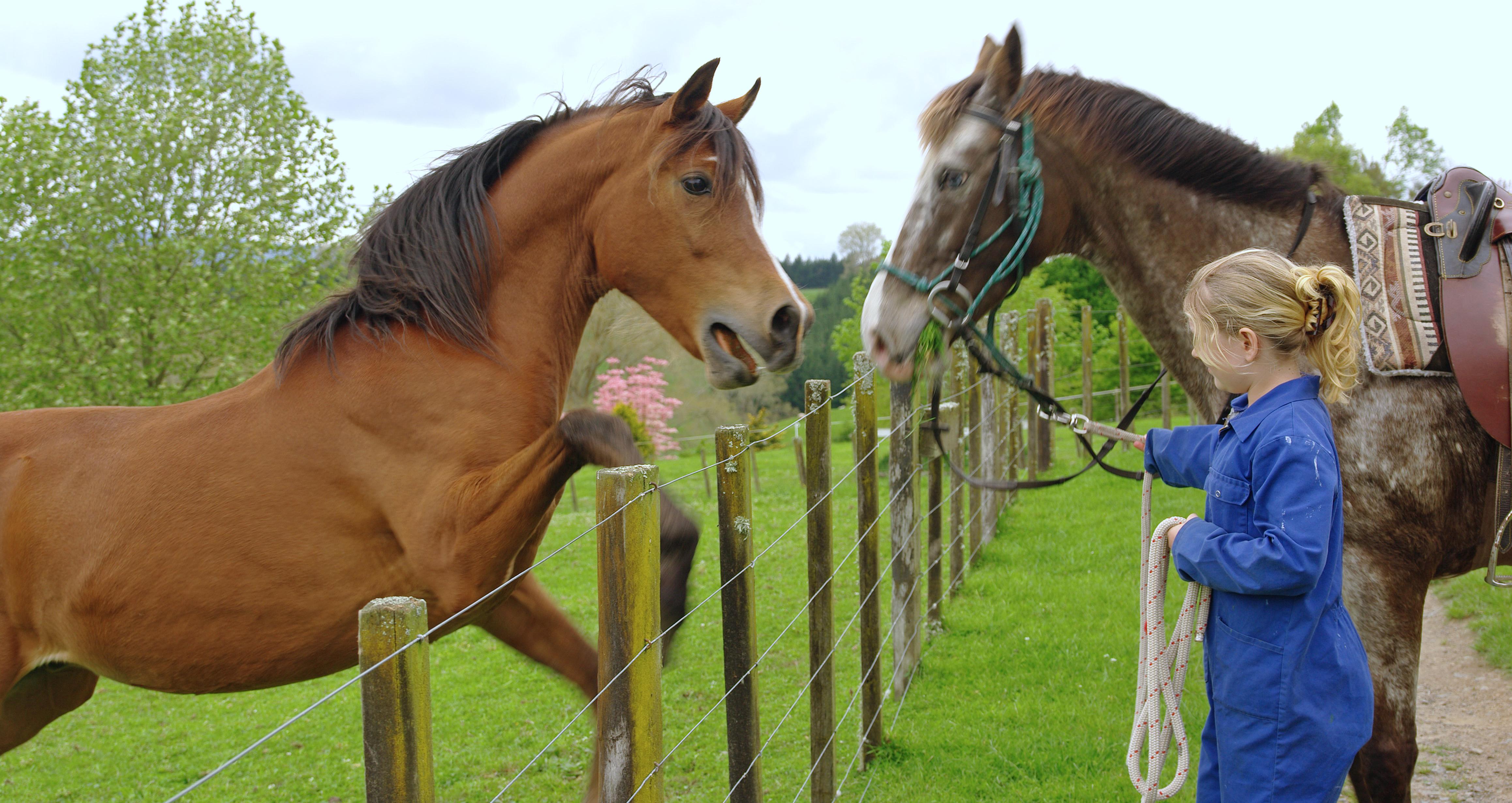
Un étalon hennissant d'excitation au contact d'une jument.

Le hennissement est l'un des moyens de communication du cheval, mais il ne s'agit pas, loin de là, du plus employé. Ne pas recourir au hennissement est une précaution contre les prédateurs possibles de ce grand herbivore, qui pourraient repérer une proie potentielle grâce au son. Les chevaux utilisent surtout le langage corporel. Ils ne recourent au hennissement que dans des cas bien spécifiques, notamment quand ils ne peuvent pas voir les autres chevaux pour décrypter leurs mouvements. La fonction première du hennissement est de permettre à l'animal d'appeler d'autres chevaux qu'il ne peut voir.
Les chevaux recourent beaucoup au hennissement durant leur jeune âge. Lorsque les poulains de Przewalski se réveillent, ils hennissent et reçoivent une réponse de leur mère, plus rarement celle d'un autre cheval. Ils peuvent chercher à localiser la source des hennissements de chevaux adultes. La jument appelle son poulain en hennissant s'il s'éloigne trop et le poulain qui cherche sa mère l'appelle de la même manière : chacun reconnaît probablement très distinctement le hennissement de l'autre.
Le hennissement est aussi un moyen pour le cheval d'exprimer ses intentions, inquiétudes et satisfactions, généralement lorsqu'elles lui procurent des émotions fortes, comme celles qu'éprouvent deux étalons se livrant un combat, ou un étalon qui sent une jument puis s'en approche. Il présente des différences suivant les sensations que l'animal ressent et communique,. Des chercheurs se sont penchés sur les émotions que le cheval communique à ses congénères lorsqu'il hennit : si le ton est constant, les harmoniques sont variées et augmentent proportionnellement à l'anxiété. La fréquence joue un rôle dans la communication.

#### Satisfaction
Le hennissement de satisfaction est plutôt faible et doté d'un timbre grave et doux. C'est un signe d'amitié émis principalement à l'approche des repas, également émis par la jument qui souhaite rassurer son poulain,. Selon les auteurs anglophones, ce type de hennissement se divise lui-même en deux types bien distincts. Whinnying désigne le hennissement de satisfaction proprement dit, il témoigne une forme de reconnaissance et exprime la joie du cheval. Le nickering est le hennissement de la jument qui rassure son poulain, mais peut être émis par les chevaux en présence d'humains qu'ils apprécient particulièrement : l'animal exprime alors sa satisfaction d'être aux côtés de la personne. Le premier type de hennissement est plus fort et plus aigu que le second.

#### Inquiétude et appel

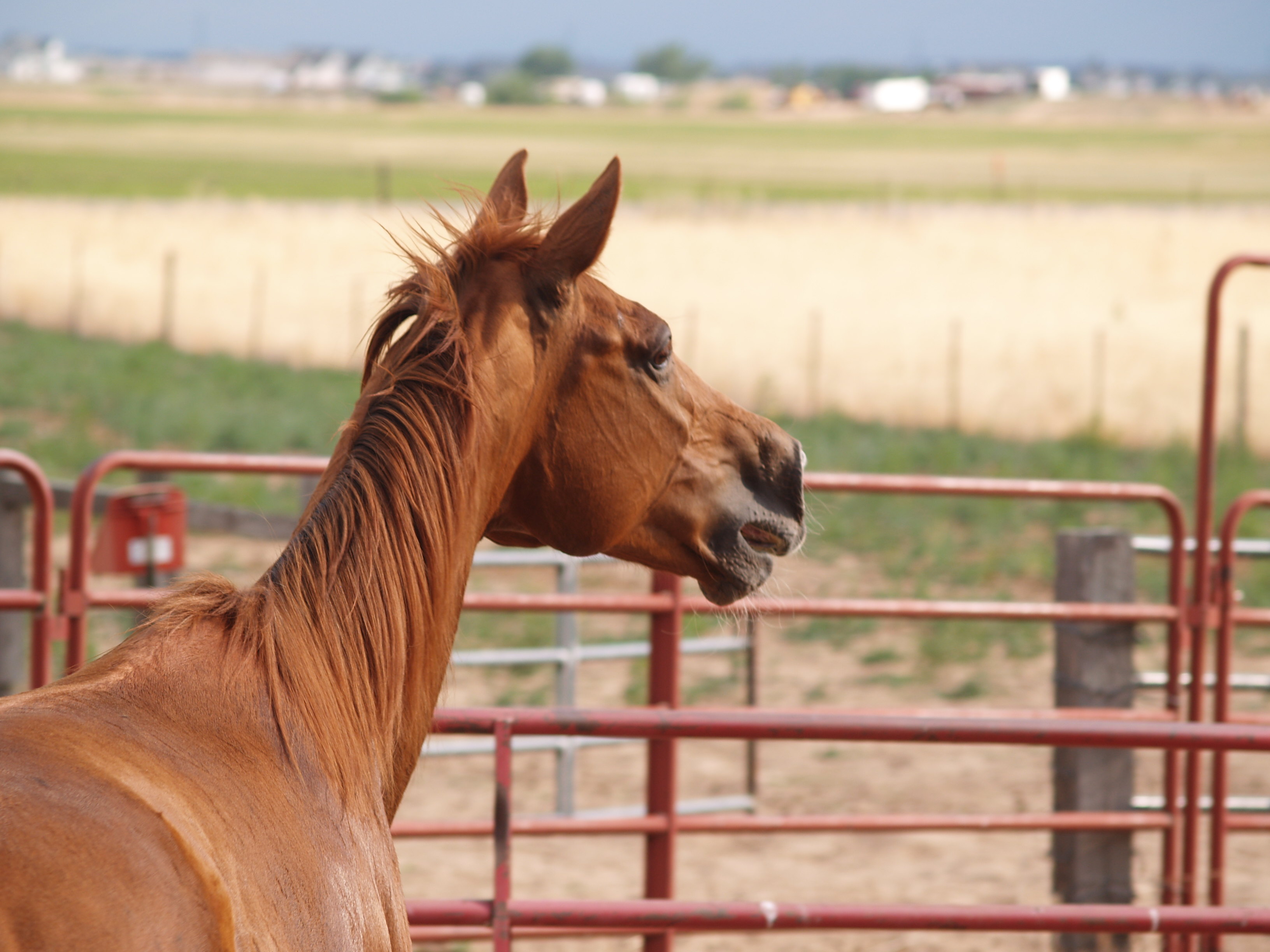
Jument Pur-sang hennissant d'inquiétude pour appeler l'un de ses congénères, qui se trouve à quelques mètres.

Le hennissement d'inquiétude, beaucoup plus puissant et doté d'un timbre plus aigu, s'entend d'une grande distance. Un animal inquiet et s'apprêtant à fuir peut l’émettre, ou bien un cheval séparé de ses congénères, cherchant à connaître la présence éventuelle d'autres chevaux aux alentours. L'animal attend une réponse qui lui apportera les informations recherchées,. Ce cri est aisément reconnaissable, il est en effet assourdissant pour une personne qui se tiendrait à côté du cheval au même moment. De plus, l'animal qui l'émet adopte généralement une position bien spécifique, en relevant sa tête pour dégager sa gorge, ce qui augmente la puissance du son produit. Les juments poulinières hennissent souvent pour rappeler leur poulain près d'elles lorsque ce dernier s'éloigne un peu trop.

#### Autres sons
Les autres sons produits par le cheval ne sont pas des hennissements, mais des couinements de gaieté ou de douleur, ou bien des gémissements de souffrance. Le couinement le plus fort est aussi une menace : il indique que le cheval est sur le point d'exprimer physiquement sa colère, par exemple pendant une distribution de nourriture collective ou lorsqu'une jument repousse un étalon.

## Dans la culture

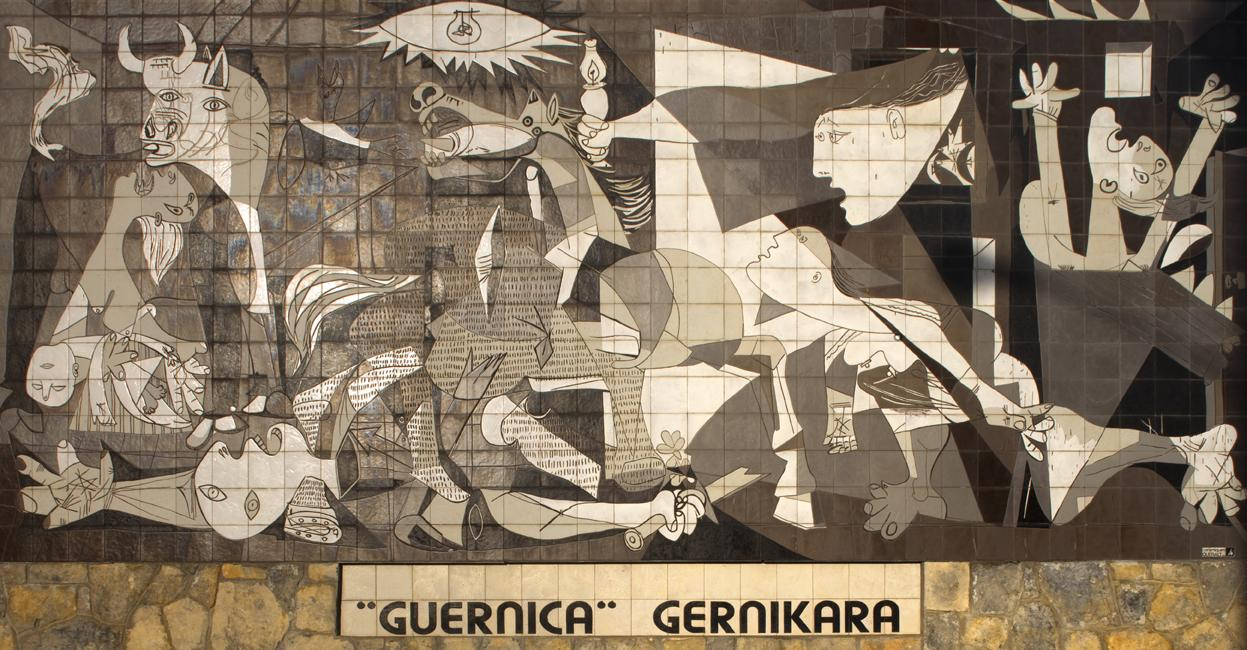
Fresque murale du tableau Guernica de Picasso : le cheval au centre hennit de douleur et symbolise les souffrances du peuple espagnol.

Comme chez tous les animaux côtoyés par l'homme, le hennissement du cheval peut revêtir différents sens symboliques. Il joue un rôle dans l'hippomancie et les mythes, contes, légendes et textes populaires. Selon les interprétations des rêves, le hennissement annonce des nouvelles d'un(e) ami(e) ou un heureux évènement à venir qui sera fêté entre amis. Parmi les arts visuels, le rendu du hennissement du cheval est particulièrement travaillé dans Guernica de Picasso, qui a cherché à rendre à travers le hennissement de douleur du cheval celle de tout un peuple. Les films et notamment les westerns ajoutent fréquemment des hennissements enregistrés aux scènes avec des chevaux, qui peuvent faire croire à tort que l'animal utilise beaucoup ce mode de communication.

### Chansons
Un thème fréquent des chansons populaires grecques modernes est celui de la femme qui entend hennir un cheval et reconnaît le cri de la monture de son mari, mais pas l'homme avec qui elle vient de passer la nuit, qu'elle croit être son amant[pas clair]. Le hennissement joue un rôle de catalyseur, précédant la punition de l'épouse adultère. Dans d'autres chansons, le hennissement peut être un leurre, un code amoureux, un instrument de reconnaissance permettant d'identifier le cavalier, ou un hommage de l'équidé à son maître disparu. Toutes ces significations témoignent d'une relation profonde entre l'homme et le cheval.

### Littérature
[...] pendant que nous cheminions d'un pas affaibli, je crus entendre sortir d'un groupe de noirs sapins le hennissement d'un cheval. Est-ce le vent qui souffle dans ces branches ? Non, non ! Voici venir de la forêt une troupe de cavalerie !
Dans le Roman d'Alexandre, le futur roi âgé de quinze ans passe un jour près du lieu d'enfermement du terrible Bucéphale et entend un hennissement puissant. Lorsqu'il demande à quel animal il appartient, un homme de son père répond que Bucéphale est enfermé là parce qu'il se nourrit de chair humaine, ce qui le rend très dangereux. Lorsqu'il entend la voix d'Alexandre, Bucéphale émet un nouveau hennissement, cette fois très doux, et se penche vers le jeune homme qu'il reconnaît comme son maître.
L'un des impressifs de la langue japonaise est celui du groupe de chevaux qui hennissent pour saluer le départ ou l'arrivée d'une personne qu'ils reconnaissent. Dans le poème L’Ombre du cheval de Ronsard, le hennissement donne une forme de réalité à un cheval de peinture imaginaire vu en rêve : le hennissement réveille son maître, il devient un indice de la possible réalité de l'animal. Le vent du nord est comme le hennissement d'un cheval noir est une histoire de 40 pages tirée de la série de manga Sabu to Ichi Torimono Hikae (1966-1972) de Shōtarō Ishinomori.

### Croyances, légendes et divination
Le hennissement peut être un indicateur dans le cadre de l'hippomancie, divination à l'aide du cheval. Comme pour les particularités de la robe et les marques blanches, différentes croyances populaires attribuent au cheval des qualités en fonction de son hennissement. Selon la croyance française du milieu du XIXe siècle, les chevaux qui hennissent le plus souvent, surtout d'allégresse et de désir, sont les meilleurs et les plus généreux.

#### Bouddhisme et hindouisme

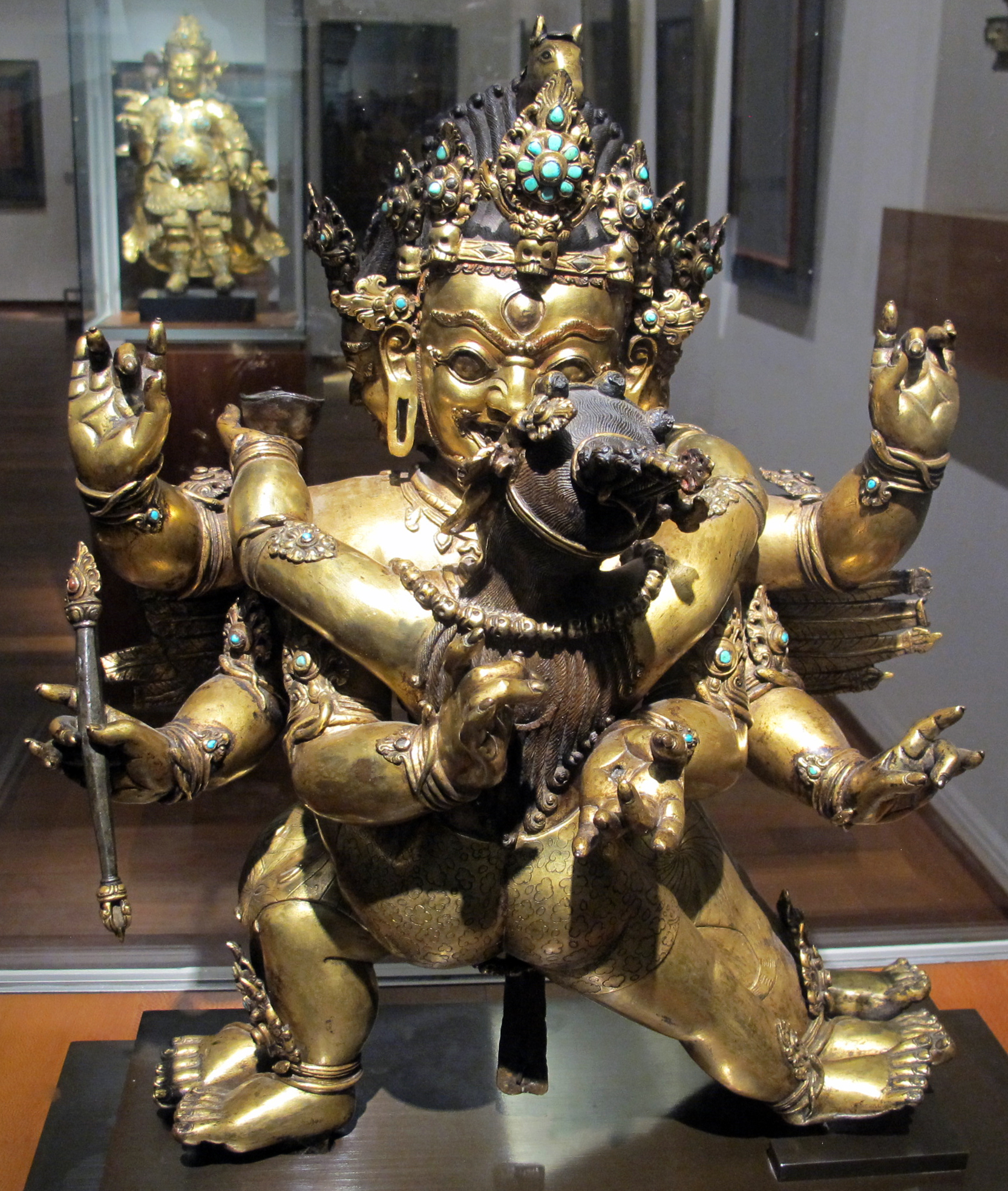
Hayagriva, divinité surmontée d'une tête de cheval hennissant.

Le cheval qui hennit est un symbole de la divinité bouddhiste Hayagriva lorsqu'elle est courroucée : sa tête est surmontée d'une à trois têtes de chevaux hennissants à l'encolure verte. Ce hennissement effraie Māra, le démon tentateur de Gautama Bouddha (ainsi que ses avatars), et lui redonne la foi pour atteindre l'éveil. Ash-Vagosha, dont le nom signifie « hennissement du cheval », est un bouddhiste indien renommé du Ier siècle, qui a écrit une biographie du Bouddha. Dans l'hindouisme, le tonnerre naît au passage du char d'Indra, par le hennissement de ses chevaux.

#### Tibet
Diverses croyances en rapport avec le hennissement sont particulièrement bien documentées au Tibet. Pour les hippologues tibétains auteurs des manuscrits de Touen-houang (800-1035), le hennissement du cheval provient du vent, force de vie, depuis la base de son nombril vers sa bouche. En fonction du son et de la position du cheval lorsqu'il hennit, il peut être un bon ou un mauvais présage pour son maître. Les hennissements imitant le son de la conque, du grand tambour, du lion, du tigre, du roulement de char, de la flûte, du taureau, du tonnerre ou du fleuve sont signes de bonne fortune, d'autant plus si l'animal baisse sa tête ou la tourne à gauche lorsqu'il hennit. De même, le cheval qui hennit beaucoup en accompagnant les autres ou fait hennir les autres est bon signe. À l'inverse, si le cheval hennit beaucoup en regardant autour de lui ou si son cri ressemble au braiement de l'âne, alors il s'agit d'un mauvais présage. Celui qui imite le cri du chameau, du vautour, du chat, du chacal, du chien, du corbeau, du singe ou du hibou est un mauvais cheval. Celui qui hennit en regardant à droite ou lorsqu'on le touche et qu'il est monté par un roi, promet à son cavalier de régner sur la Terre entière. Un cheval malade serait promis à une mort prochaine s'il hennit en regardant et respirant de côté. Les hippologues tibétains recommandent enfin de ne pas tirer de présages des chevaux très jeunes, très vieux, malades, ou qui ont faim ou soif, mais de prêter grande attention au hennissement dans tous les autres cas.

#### Hippomancie en occident

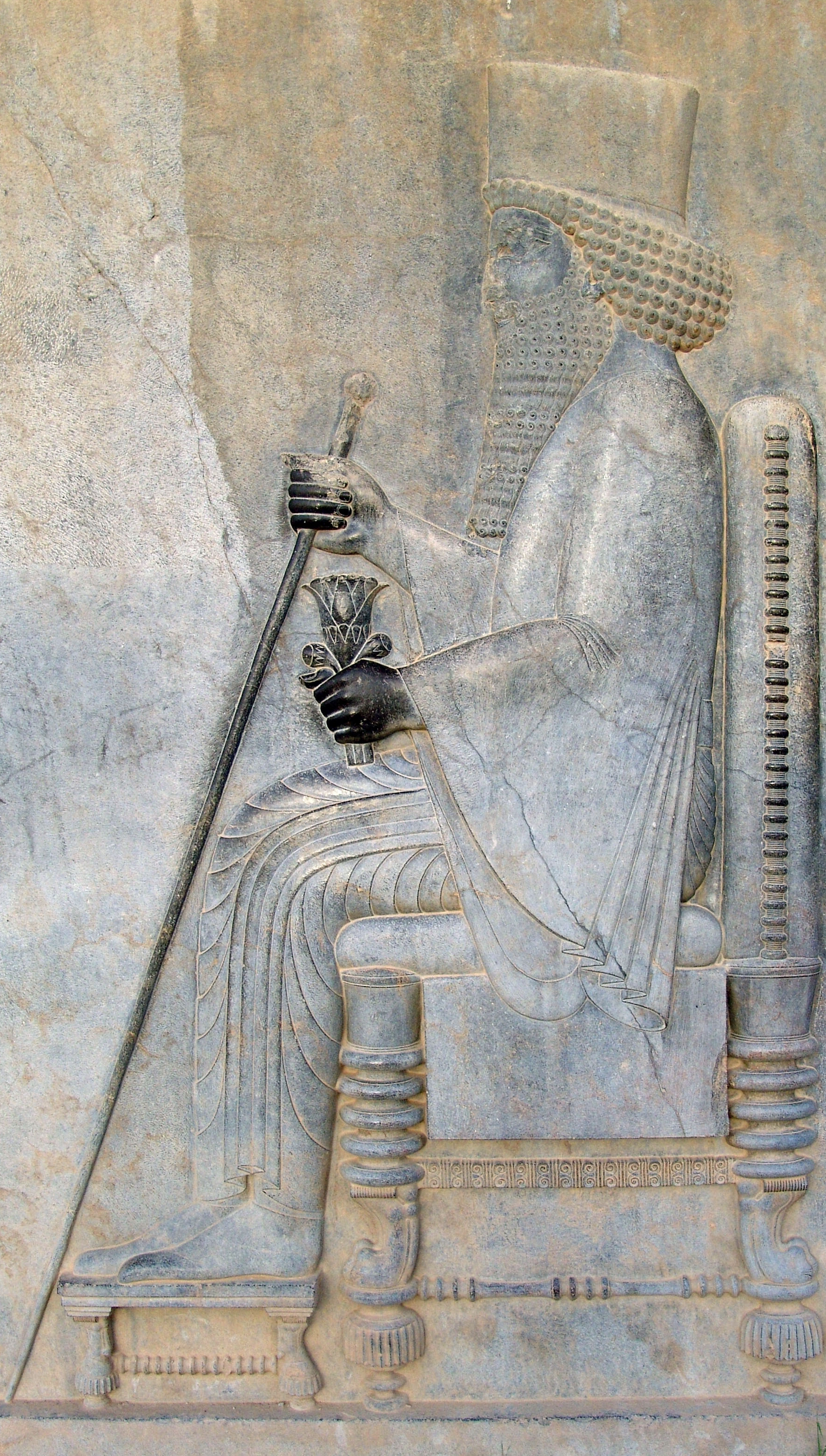
Selon la légende racontée par Hérodote, c'est grâce au hennissement de son cheval que Darius Ier est devenu roi de Perse.

Des divinations au moyen du hennissement sont aussi pratiquées en occident, mais moins documentées. Dans son Dictionnaire infernal, Collin de Plancy décrit une hippomancie celte grâce au hennissement et au mouvement de chevaux blancs nourris et gardés dans des forêts consacrées, considérés comme les gardiens des secrets divins. Dans ses Morales sur le livre de Job, le pape Grégoire Ier qualifie le cheval de véritable prédicateur et son hennissement de voix de la prédication. Quelques traces d'hippomancie par le hennissement sont possibles à travers le mythe de Xanthe et Balios, les chevaux d'Achille, dont l'un parle et prédit la mort de son maître.

#### Cheval de Darius
Selon une légende rapportée par Hérodote, le hennissement du cheval joue un rôle prépondérant dans le choix du gouvernement de l'ancienne Perse. Sept conjurés étant incapables de s'entendre sur la forme de gouvernement préférable, il est décidé qu'ils se rendront tous dans un même lieu à cheval le lendemain matin avant le lever du soleil, et que celui dont la monture hennira la première en saluant le soleil sera fait roi des Perses. L'écuyer de Darius l'apprenant, il triche en menant l'étalon de son maître vers une jument placée là où il se trouvera le lendemain matin. Lorsque le cheval de Darius parvient sur les lieux avant le lever du soleil, l'odeur et le souvenir de la jument de la veille lui font pousser des hennissements de joie, et le royaume échoit à son maître. Les six autres conjurés descendent de cheval et proclament Darius Ier roi des Perses. En réalité, Darius a probablement été choisi par consensus entre les conjurés mais cette légende illustre bien l'importance accordée au hennissement du cheval, capable de définir le futur roi.